# Marianne Larsen
Marianne Larsen, född 27 maj 1951 i Kalundborg, är en dansk författare.
"Har från den tidiga och dunkla debuten 1971 genom en lång rad diktsamlingar utvecklat sig till 70-talets bästa nya politiska diktare i Danmark, därför att hon med stor konstnärlig begåvning har lyckats med att på samma gång göra det privata allmänt och det allmänna personligt. Hennes ständiga tema stumheten blir från att vara privat angelägenhet en bild av den vanliga människans maktlöshet i dagens samhälle." (Litteraturhandboken, 1983)
Efter en lång rad diktsamlingar kom 1989 första romanen, Gæt hvem der elsker dig, som sedan har följts av flera.

## Böcker på svenska
- Gemensamt språk: dikter (urval och översättning Christer Eriksson, Rabén & Sjögren, 1981)
- Vanmakt förbjuden: dikter (urval och översättning Jan Thavenius, Symposion, 1984)
- Dikter i Erik Sigsgaard: Öppna dörrar : en bok om dagis och fritids (översättning Staffan Källström, Rabén & Sjögren, 1988)

## Utmärkelser
- 1989 – Beatricepriset
- 2012 – Holger Drachmann-legatet
- 2017 – Dan Turell-medaljen
- 2021 – Kritikerpriset
- 2022 – Danska Akademiens Stora Pris